# Lani Hall
Lani Hall, née le 6 novembre 1945, est une chanteuse, parolière et auteur américaine, épouse de Herb Alpert. 
Elle est principalement connue pour avoir été la chanteuse principale du groupe Sérgio Mendes & Brasil '66 de 1966 à 1971, ainsi que pour son interprétation de la chanson thème du film de James Bond de 1983, Never Say Never Again. 
Elle a enregistré plus de 22 albums en trois langues différentes (anglais, portugais et espagnol), et a reçu deux Grammy Awards.

## Enfance
Lani (Leilani) Hall est née le 6 novembre 1945 à Chicago, dans l'État de l'Illinois aux États-Unis,, d'un père ouvrier russe et d'une mère polonaise, et a grandi dans le quartier populaire d'Albany Park à Chicago.
Elle se rappelle avoir chanté dès l'âge de deux ans dans la voiture de son père des chansons diffusées par la radio, les avoir apprises et avoir commencé plus tard à les chanter dans sa chambre. 
Mais la famille est instable à cause de l'état psychologique et physique de sa mère et Lani Hall ne s'y sent pas en sécurité : elle se réfugie donc secrètement dans le chant, et June Christy, Anita O'Day, Ruth Olay et Barbra Streisand deviennent ses idoles.

## Carrière

### Carrière musicale

#### Sérgio Mendes & Brasil '66
Lorsque Lani Hall a 19 ans, une amie l'entend chanter et la fait monter sur scène lors d'une soirée micro ouvert dans le club Mother Blues où elle travaille comme serveuse : John Brown, qui dirige un café voisin, l'entend et l'engage pour chanter dans son établissement,. C'est ainsi que Lani Hall fait sa première apparition publique en 1965 au Centaur, un café d'Old Town, à Chicago.
Elle est repérée par le pianiste et chef d'orchestre brésilien Sérgio Mendes, qui est alors aux États-Unis dans l'espoir de profiter de l'engouement pour la bossa nova. Mais, après deux albums, son groupe Brasil '65 n'a pas de succès, et la plupart des musiciens rentrent chez eux : Richard Adler, l'associé de Mendes, lui suggère alors d'américaniser le groupe en ajoutant des voix en anglais. Ayant entendu parler de Lani Hall, Mendes se rend au Centaur et il l'invite à venir à Los Angeles pour devenir la chanteuse principale de son nouveau projet, Sérgio Mendes & Brasil '66, un sextet instrumental et vocal qui fusionne le jazz brésilien et la pop,,. Comme elle n'a que 19 ans et qu'elle vit encore chez ses parents, elle accepte seulement après que Mendes ait rencontré son père et obtenu sa bénédiction, et elle remplace la chanteuse brésilienne Wanda Sá.
Richard Adler organise une audition avec les deux patrons du label A&M Records, Herb Alpert et Jerry Moss, qui signent tout de suite un contrat avec le groupe, qui devient Brasil '66,,,. Herb Alpert en devient le producteur et fait d'emblée d'excellentes suggestions comme celle de doubler la voix de Lani Hall, une technique qui fait que l'on entend à peine Bibi Vogel, la seconde chanteuse du groupe, une Brésilienne qui est d'ailleurs rapidement remplacée par Janis Hansen.
Avec son album Herb Alpert Presents Sergio Mendes & Brasil '66, Brasil '66 connaît un succès immédiat et entre dans les charts avec son premier single, une version de la chanson brésilienne Mas que nada, dont l'attrait est dû en grande partie à la voix de Lani Hall. L'album, qui contient entre autres une version du morceau Day Tripper des Beatles traité à la sauce brésilienne, décroche le platine. En 1966, le groupe fait la première partie d'une tournée aux côtés de Herb Alpert and the Tijuana Brass, du label A&M.
Lani Hall écrit de nombreuses paroles en anglais pour les chansons qu'elle chante avec Brasil '66,,. Pour les chansons brésiliennes chantées en portugais, elle apprend à en chanter les paroles phonétiquement car elle ne parle pas le portugais,, : elle demande alors aux membres du groupe de répéter les phrases encore et encore jusqu'à ce qu'elle puisse les imiter. Elle dit d'elle même avec humour : « Parfois, je chante une chanson en portugais et je me dis que j'ai vraiment l'air de savoir ce que je chante, n'est-ce pas ? ».
Mais de fortes tensions apparaissent dans le groupe, d'un côté parce que Mendes impose à Janis Hansen d'essayer de ressembler à Lani et de chanter comme elle et, de l'autre, parce que Mendes voyage en première classe mais loge le groupe dans « des trous à rats, les pires hôtels », tout en leur imposant des trournées éreintantes pour un salaire minable comme l'a déclaré Hansen en 2004. « Une fois approché, il s'est vraiment énervé et a viré tout le monde » selon Hansen.
Herb Alpert, qui craint alors l'effondrement de l'un des groupes phares de son label A&M, convainc cependant Mendes de réembaucher Lani Hall : tous les autres sont remplacés et Hall a maintenant une nouvelle partenaire de chant, Karen Philipp.
Mendes fait évoluer le son du groupe : d'un côté, il chante certains titres en portugais tandis que Hall le double en anglais et, de l'autre, il ajoute une nouvelle chanteuse, Gracinha Leporace, qui deviendra sa femme. Le son du groupe devient plus sombre et les ventes baissent, au grand déplaisir d'Alpert.
En 1970, Herb Alpert et Lani Hall se mettent en couple, bien qu'Alpert et sa première femme n'aient pas encore divorcé : Alpert demande à Hall de quitter le groupe car les tournées les séparent 11 mois par an et, à la fin de l'année 1970, Lani Hall annonce à Sérgio Mendes qu'elle démissionne, ce que Mendes prend très mal.

#### Carrière solo
Après avoir quitté Brasil '66, Lani Hall se lance dans une carrière solo, publiant sur le label A&M une série d'albums produits par Herb Alpert, mais les sorties ne donnent pas les résultats escomptés. Entre 1979 et 1982, Lani Hall tente un virage soudain vers le disco, sans plus de succès.
Elle enregistre en 1983 la chanson-titre du film de James Bond Never Say Never Again,,,, coproduite par Mendes (qui a apparemment pardonné au couple) et Alpert, qui avait interprété le thème instrumental du film Casino Royale en 1967.
À partir de 1982, sur la suggestion de José Quintana, le producteur mexicain d'Alpert, Lani Hall enregistre plusieurs albums de pop latine en espagnol, bien qu'elle ne parle pas l'espagnol : elle chante en fait phonétiquement en espagnol, comme elle l'avait fait précédemment en portugais. Elle obtient ainsi en 1984 une nomination aux Grammy Awards pour l'album Lani et elle reçoit en 1986 le Grammy Award de la meilleure performance de pop latine pour l'album  Es Fácil Amar produit par Albert Hammond,,,,,. Parmi ses succès espagnols figurent Un Amor Así et De Repente El Amor, des duos avec José Feliciano et Roberto Carlos, Para Vivir Así, avec Herb Alpert à la trompette, et le duo Te Quiero Así avec José José.
En 1985, Lani Hall contracte le virus d'Epstein-Barr et est obligée de faire une pause de 12 ans dans sa carrière. 
Elle revient en 1998 sur le label Windham Hill Records avec Brasil Nativo, l'album que beaucoup de ses fans avaient rêvé qu'elle fasse un jour : coproduit par Hall et Alpert, il contient des chansons de Dori Caymmi, Edu Lobo et d'autres Brésiliens.

#### Alpert et Hall
En 2007, après une absence de quatre ans due à des problèmes de santé d'Alpert, Alpert et Hall montent un groupe composé du pianiste et compositeur Bill Cantos, du bassiste Hussain Jiffry et du batteur et percussionniste Michael Shapiro, développant de nouveaux arrangements pour des standards de jazz et des chansons brésiliennes. 
Depuis lors, accompagnés de ce trio, ils font des tournées à travers le monde. Alpert et Hall sortent trois CD, Anything Goes en 2009, I Feel You en 2011 et Steppin' Out en 2013, pour lequel Hall reçoit en 2014 avec Herb Alpert le Grammy Award du meilleur album de pop instrumentale en tant que producteurs,,,.

### Carrière littéraire
En 2012, Lani Hall publie son premier livre, Emotional Memoirs & Short Stories, qui regroupe dix nouvelles résultant de 30 années d'écriture,. Ces récits, qui ont la ville de Chicago comme toile de fond, mettent en scène des femmes « qui luttent pour naviguer dans les eaux incertaines de l'adultère, de la thérapie, de la chirurgie esthétique, de la dépression post-partum et de leur propre sexualité »,.
Elle sort ensuite ce même titre sous forme de livre audio, mélangeant ses deux formes d'expression artistique, littéraire et musicale, pour donner vie à chaque histoire en leur ajoutant un paysage musical émotionnel,.

## Vie privée
Lani Hall épouse Herb Alpert en 1973,,. Ensemble, ils ont une fille, l'actrice Aria Alpert,.
Les Alpert vivent dans une propriété de 2,5 hectares entre les montagnes et l'océan Pacifique à West Malibu, acquise par Herb Alpert au début des années 1970. Hall est la belle-mère de Dore et Eden, les enfants du premier mariage d'Herb Alpert avec Sharon Mae .

## Distinctions
Lani Hall a obtenu au cours de sa carrière deux Grammy Awards et une nomination au Grammy,, : 
- 1984 : nomination au Grammy Award de la meilleure performance de pop latine pour l'album Lani
- 1986 : Grammy Award de la meilleure performance de pop latine pour l'album Es Fácil Amar
- 2014 : Grammy Award du meilleur album de pop instrumentale pour l'album Steppin' Out (en tant que productrice)

## Discographie

### Avec Sérgio Mendes and Brasil '66
- 1966 : Herb Alpert Presents Sergio Mendes & Brasil '66
- 1967 : Equinox
- 1968 : Look Around
- 1968 : Fool on the Hill
- 1969 : Crystal Illusions
- 1969 : Ye-Me-Lê
- 1970 : Live at Expo '70
- 1971 : Stillness

### Avec Herb Alpert
- 1978 : Herb Alpert / Hugh Masekela
- 2009 : Anything Goes
- 2011 : I Feel You
- 2013 : Steppin' Out

### Albums solos
- 1972 : Sun Down Lady
- 1975 : Hello It's Me
- 1976 : Sweet Bird
- 1979 : Double or Nothing
- 1980 : Blush
- 1981 : A Brazileira
- 1982 : Albany Park
- 1982 : Lani
- 1984 : Lani Hall
- 1984 : Collectibles
- 1985 : Es Fácil Amar
- 1987 : Classics Volume 19
- 1987 : Lo Mejor De Lani
- 1998 : Brasil Nativo